# Brunnenplatz (Radebeul)
Der Brunnenplatz ist ein innerörtlicher, befahrbarer Straßenplatz in der Ursprungsgemarkung der sächsischen Stadt Radebeul. Wie es der Name sagt, befand sich auf dem etwa 200 Meter westlich des Rundlings Am Kreis ursprünglich der öffentliche Brunnen der Altgemeinde Alt-Radebeul.

## Ortslage und Bebauung

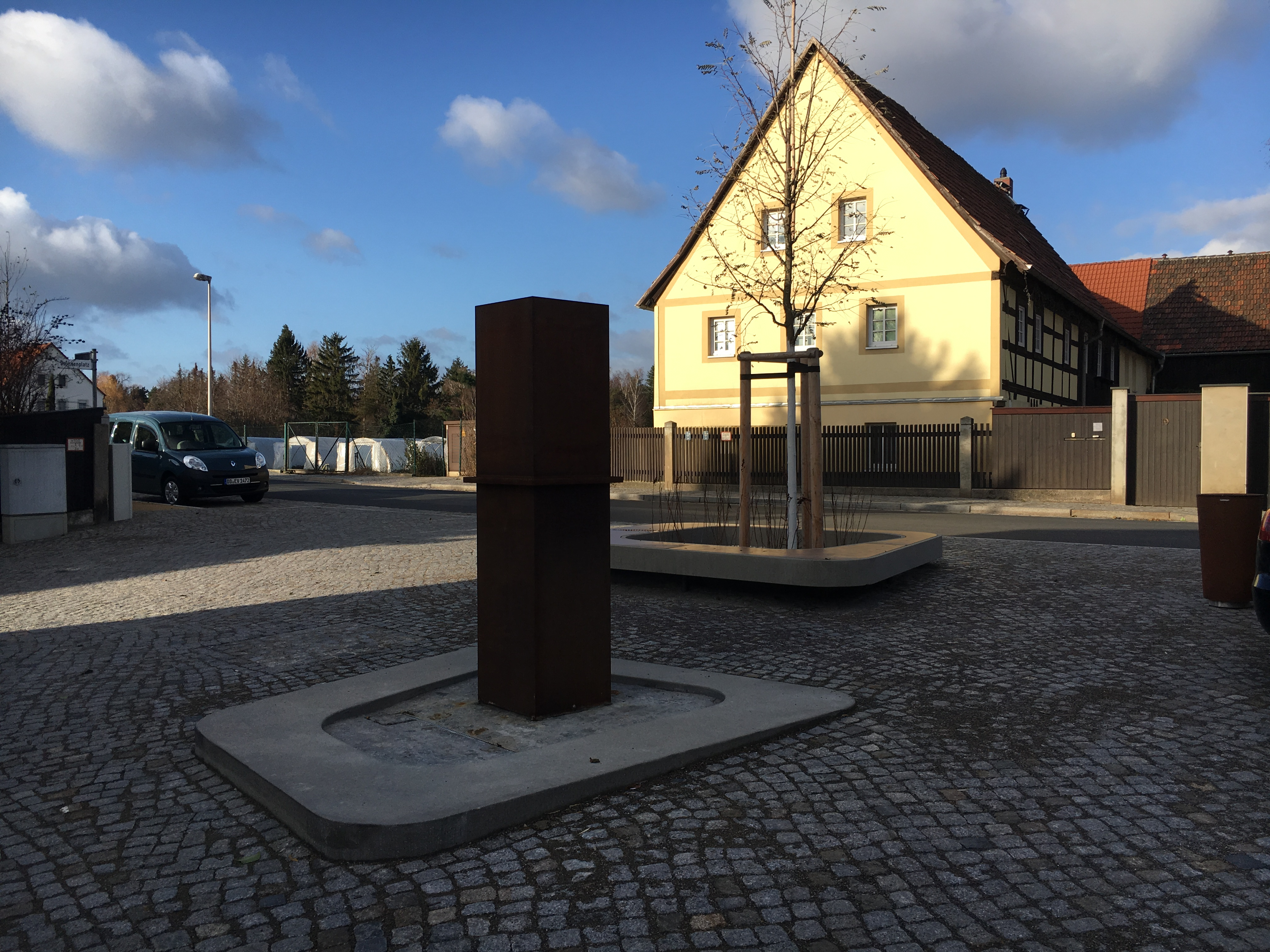
Der 2019 eingeweihte Brunnen aus Cortenstahl auf dem sanierten Platz

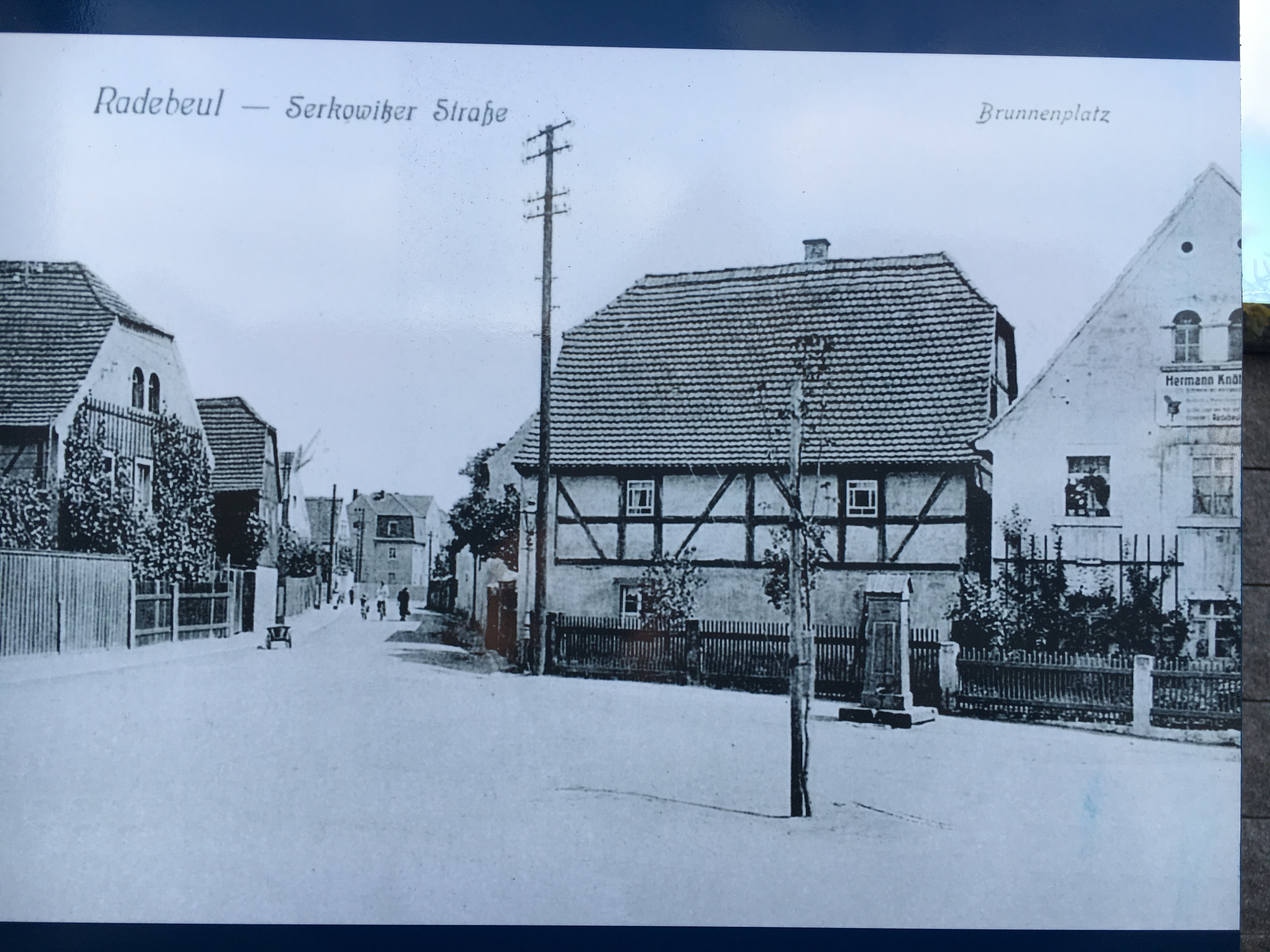
Brunnenplatz mit öffentlichem Brunnen, um 1900

Der rechteckige Brunnenplatz und der östlich nahebei gelegene Rundling liegen gerade oberhalb und nördlich der Abbruchkante zu den Seewiesen. Auf der Südseite streckt der Platz zwei Wege zu den Seewiesen aus, der östliche verläuft genau nach Süden bis zum Rand der Wiesen, der westliche ist etwas breiter und befahrbar; er verläuft nach Südwesten, bis er auf die Seewiesen trifft, dann wird er ebenfalls zum Weg und verläuft als sogenannter Wiesenweg nach Westen zur Friedhofstraße.
Auf der Nordseite des Platzes verläuft die Serkowitzer Straße; sie kommt aus ostnordöstlicher Richtung vom Robert-Werner-Platz bzw. der Hauptstraße und geht an der Zufahrt zu Am Kreis vorbei. Auf der Nordseite des Brunnenplatzes knickt sie nach Westen ab, verläuft am Friedhof Radebeul-Ost vorbei und führt dann zum Anger Altserkowitz.
Aus Sicht der Verkehrsführung auf der Serkowitzer Straße baucht sich der Brunnenplatz auf der linken Straßenseite aus. Mitten auf dem asphaltierten Platz, jedoch am Straßenrand der Serkowitzer Straße, steht ein hoher Baum. Wo sich der Brunnen befand, ist nicht ersichtlich.
Mehrere der um den Platz herum gruppierten, ehemaligen bäuerlichen Anwesen stehen unter Denkmalschutz und sind daher in der Liste der Kulturdenkmale in Radebeul (Gemarkung) aufgeführt:
- Wohnstallhaus Brunnenplatz 1 mit Auszugshaus, Bauernhaus Brunnenplatz 4, Wohnstallhaus Brunnenplatz 5 mit Nebengebäude
- Auf der gegenüberliegenden Straßenseite: Gehöft Serkowitzer Straße 19

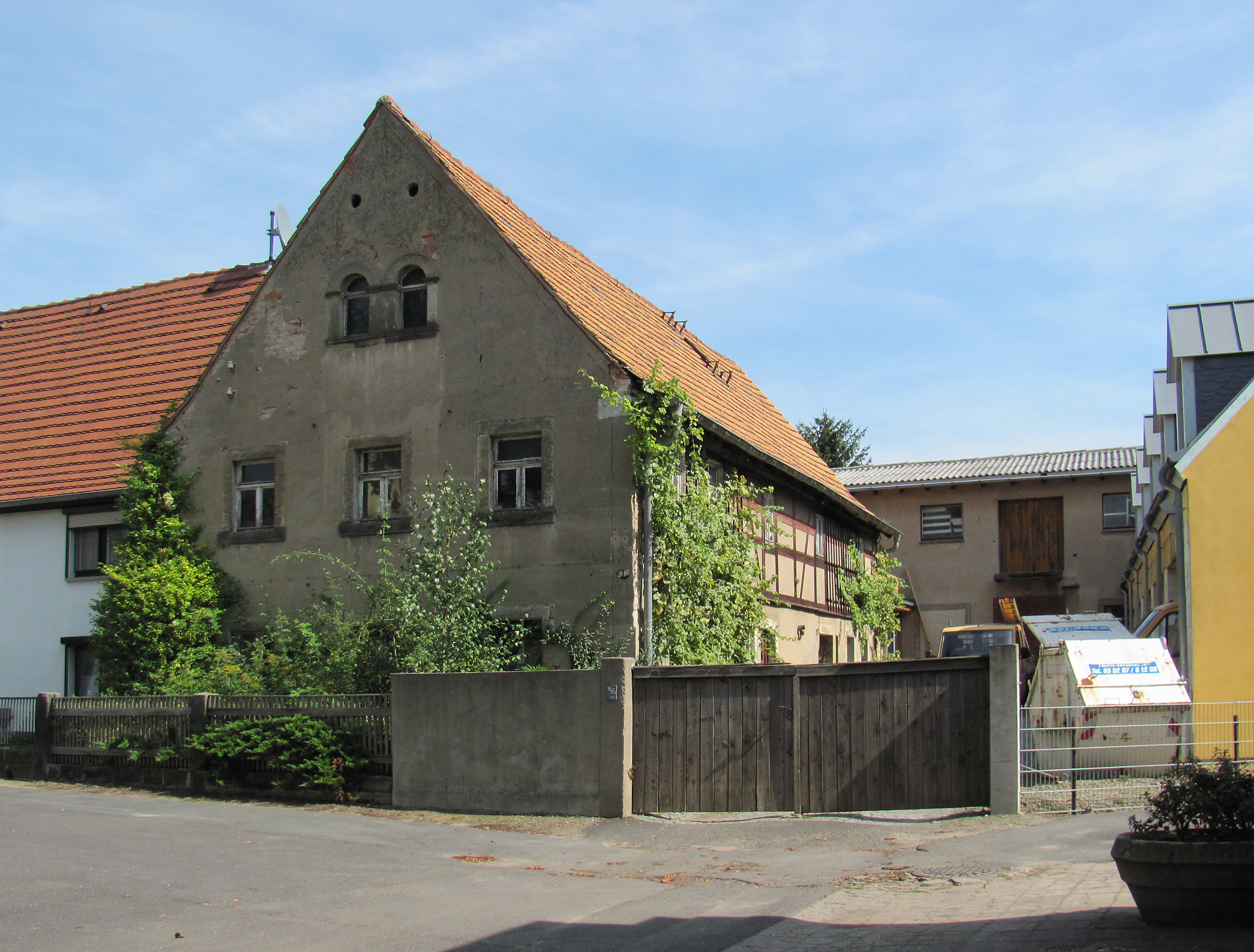
Brunnenplatz 1 mit Nebengebäuden
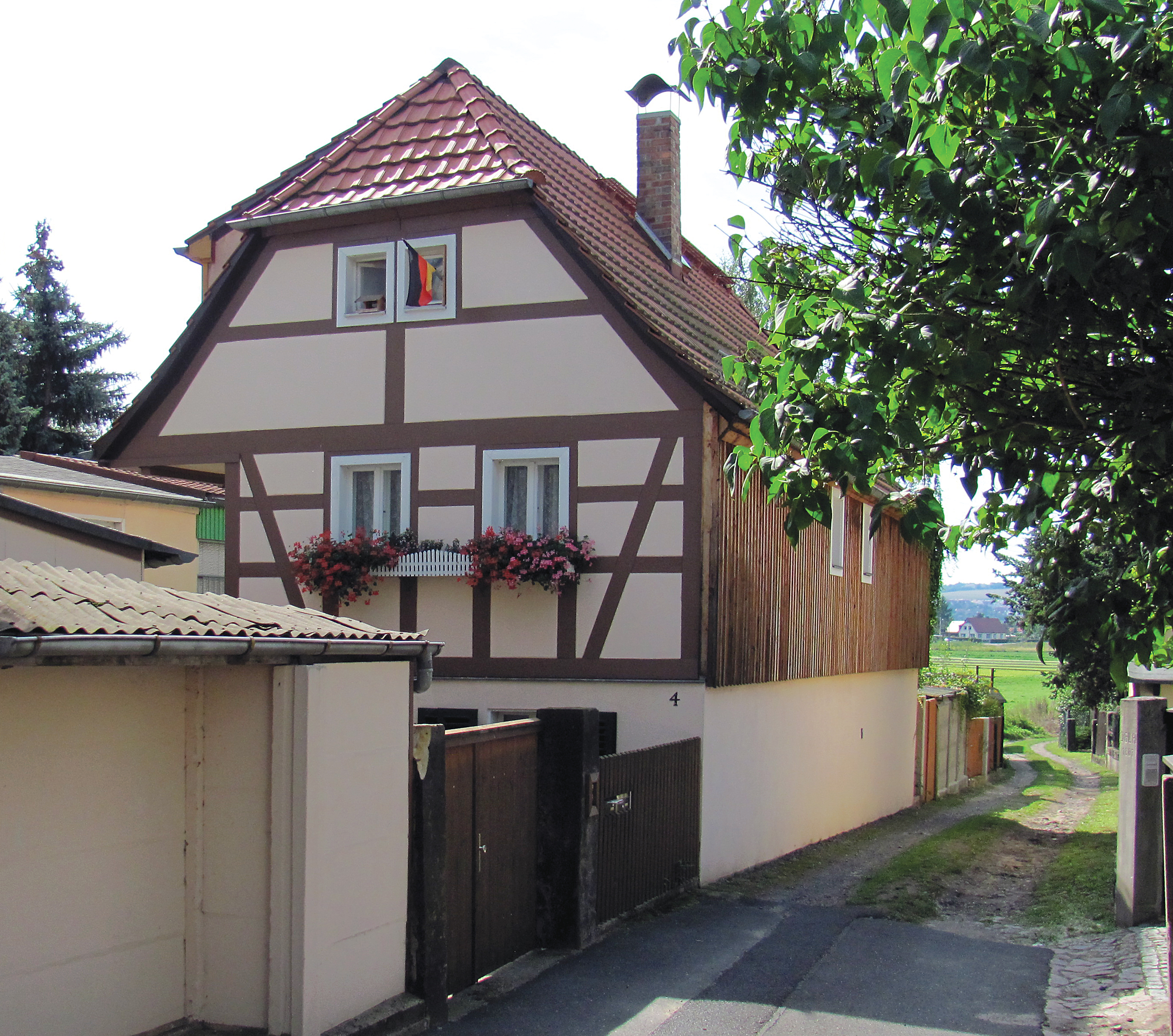
Brunnenplatz 4, Zugang zum Wiesenweg
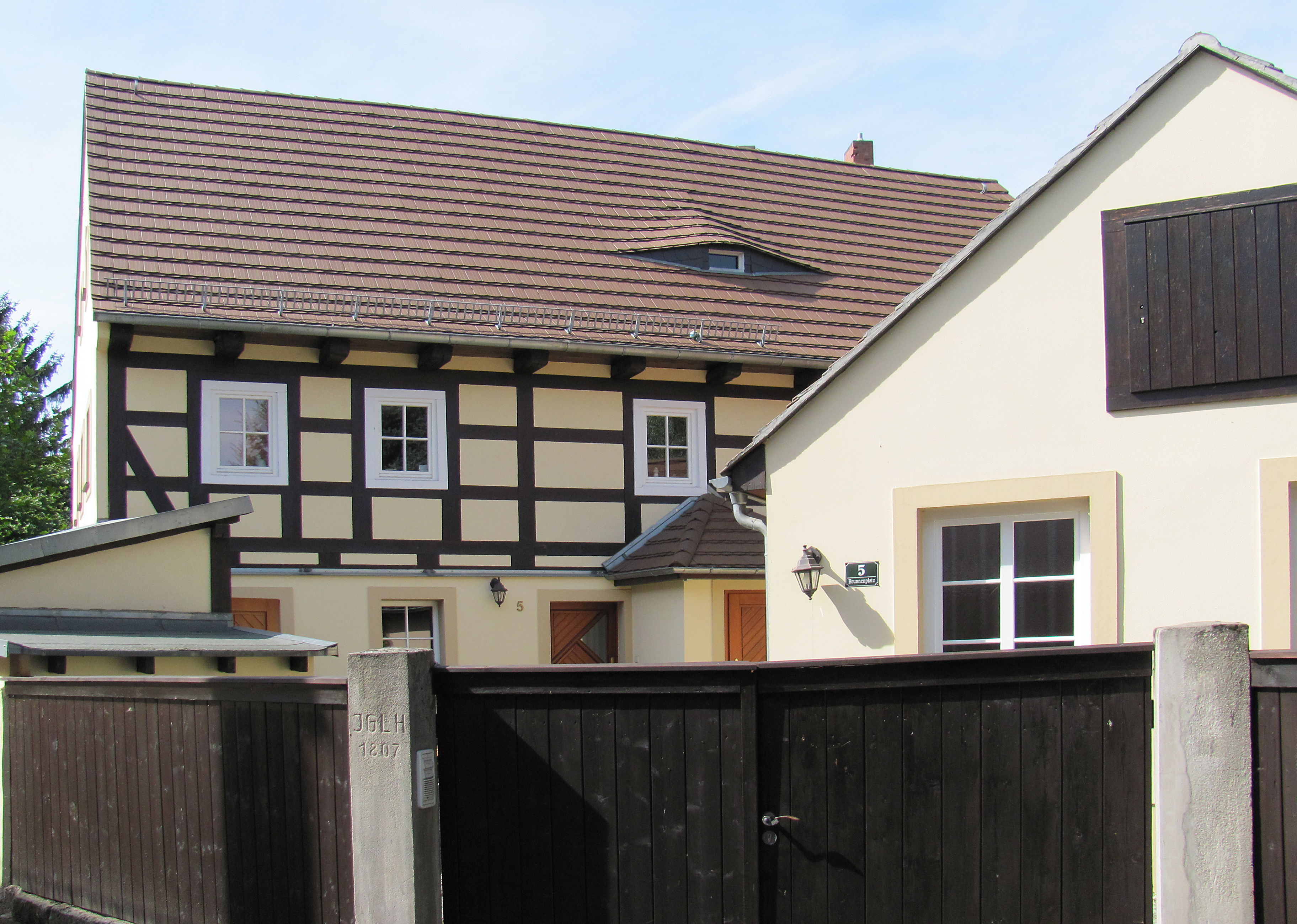
Brunnenplatz 5 mit Nebengebäude
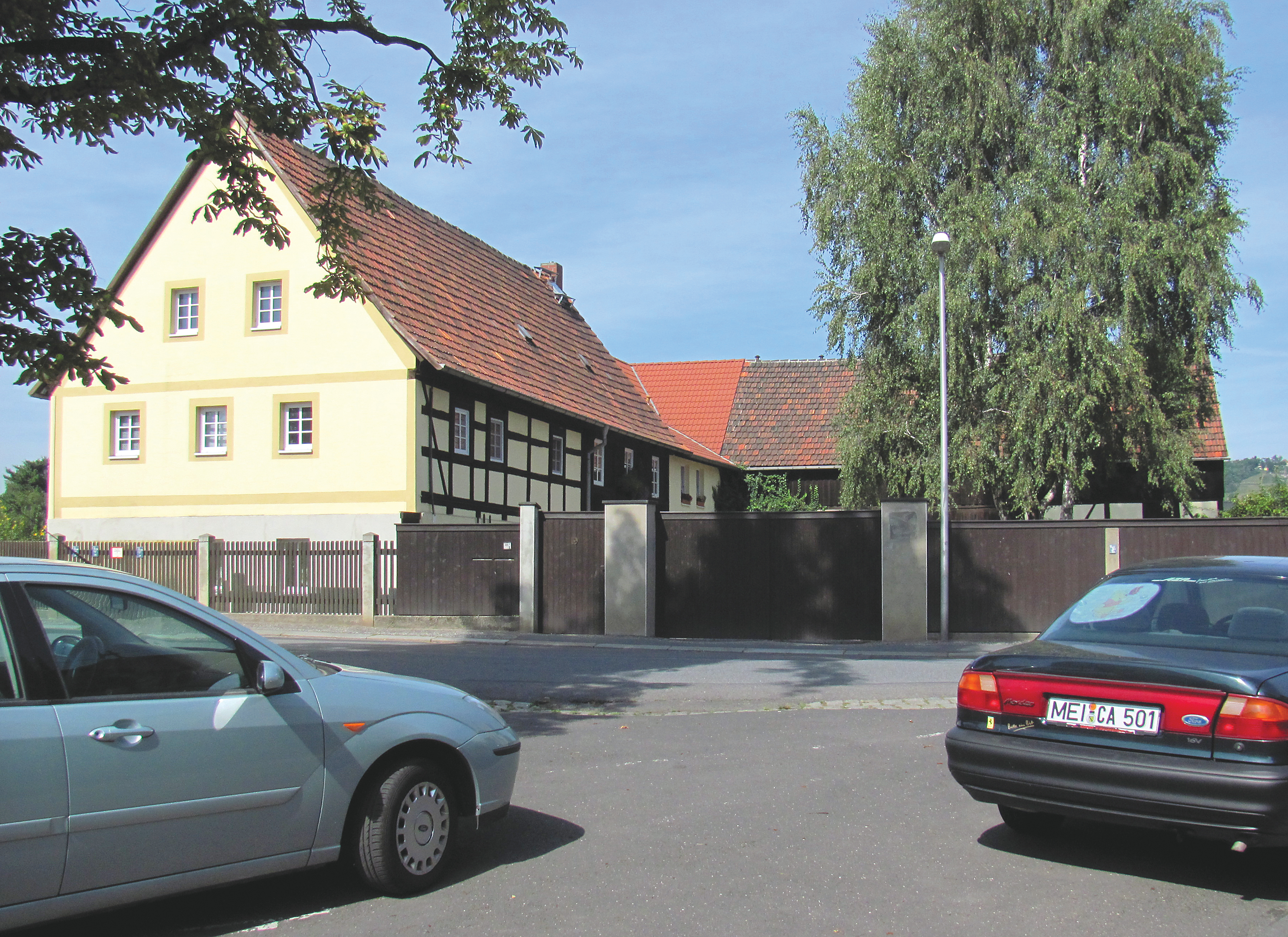
Serkowitzer Straße 19 mit Nebengebäude

## Namensgebung
Amtlicherseits erhielt der Brunnenplatz 1897 seinen Namen, zum gleichen Zeitpunkt wie der östlich gelegene Dorfkern. Die vorbeilaufende Serkowitzer Straße hieß damals Hauptstraße und wurde erst mit der Eingemeindung von Serkowitz nach Radebeul 1905 umbenannt.